# Дейлі кронікл

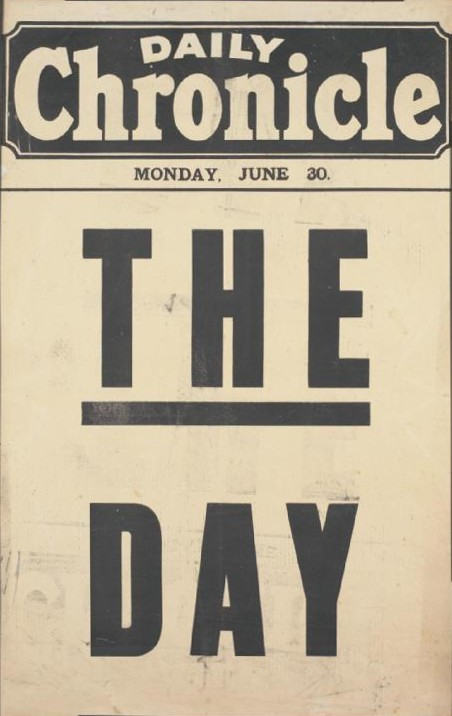
Обкладинка Daily Chronicle : «The Day» (Той день), 30 червня 1919, що був датою підписання версальського договору

Daily Chronicle (Дейлі Хронікл, перекладається з англ. як «Щоденна хроніка») — британська газета, що публікувалася з 1872 по 1930 роки, доки не об'єдналася із виданням «Daily News», після чого стала називатися «News Chronicle».

## Заснування
Газета Daily Chronicle створювалася Едвардом Ллойдом на базі місцевої газети новин, яка на початку свого життя називалася англ. Clerkenwell News and Domestic Intelligencer (укр. Новини Клеркенуелл і Свійський Інтеллідженсер), у форматі тижневика в чотири сторінки, що коштував пів пенні в 1855 році.
Вона почала виходити після того, як були скасовані правила щодо реклами і новин в 1853 і в липні 1855 років. Ця місцева газета спеціалізувалася на невеликих приватних оголошеннях. Спочатку вона містила втричі більше реклами, ніж інші місцеві газети новин.
Оскільки така формула забезпечувала популярність, вона збільшилась у розмірах і часто змінювала назву на відповідну. 1872 року вона нарешті змінила назву з London Daily Chronicle and Clerkenwell News на коротку назву Daily Chronicle. Після цього почала публікуватися щоденно на восьми сторінках, половина з яких були новинами і половина оголошеннями.
Едвард Ллойд був гостро зацікавлений в рекламі. Вона мала потенціал в залучені істотного прибутку і дозволяла газеті покривати свою ціну аби тримати її низькою. В ті часи на неї припадало близько 40 % прибутку газети. Попит на газету був досить великим, аби витримувати хорошу ціну за рядок, але попри це реклама повинна була мати обмеження — займати не менше половини газети.